# Homaloptera batek
Homaloptera batek är en fiskart som beskrevs av Tan 2009. Homaloptera batek ingår i släktet Homaloptera och familjen grönlingsfiskar. Inga underarter finns listade i Catalogue of Life.